# محب الدين الطبري
محب الدين الطبري (615هـ - 694هـ = 1218م - 1295م) هو حافظ فقيه من فقهاء الشافعية، ولد وتوفي بمكة، وكان يعد في زمانه شيخ المحدثين والشافعية بالحجاز، سمع من شيوخ مكة في الحديث واللغة، ومن غيرهم من القادمين إليها، وحدّث، وخرّج لنفسه أحاديث بأسانيد عالية، وكانت له منزلة عند المظفر يوسف بن عمر بن رسول، وكان يتولّى التدريس بمدرسة والد المظفّر، المعروفة بالمنصورية، وسافر إلى اليمن، وسمع منه المظفّر بعض مؤلفاته، وقد أثنى على الإمام محب الدين جماعة من الأعيان، وترجموه بتراجم عظيمة حتى قيل: إنه ما أخرجت مكة بعد الشافعي مثل المحب الطبري.

## مؤلفاته
له مؤلفات كثيرة، منها:
1. القبس الأسنى في كشف الغريب والمعنى
2. الكنى في غريب القرآن
3. الأحكام الكبرى
4. الأحكام الوسطى
5. الأحكام الصغرى
بالإضافة إلى:
6. خلاصة سير سيد البشر أو خلاصة السير في أحوال سيد البشر
7. السمط الثمين في مناقب أمهات المؤمنين
8. ذخائر العقبى في مناقب ذوي القربى
9. الرياض النضرة في مناقب العشرة
10. غاية الإحكام في أحاديث الأحكام
11. القرى لقاصد أم القرى (يتضمن تجريد أحاديث المناسك من الكتب الستة وغيرها، وصفة حجة النبي ﷺ على اختلاف طرقها)

وغير ذلك من المؤلفات في شتى الفنون. وكان له شعر جيّد، منه قصيدة في نحو مائة وستين بيتًا ذكر فيها المنازل بين مكة والمدينة.

## قالوا عنه
- قال عنه خير الدين الزركلي في الأعلام: «أحمد بن عبد الله بن محمد الطبري، أبو العباس، محب الدين: حافظ فقيه شافعي، متفنن، من أهل مكة مولدا ووفاة. وكان شيخ الحرم فيها. له تصانيف منها (السمط الثمين في مناقب أمهات المؤمنين - ط) صغير، و (الرياض النضرة في مناقب العشرة - ط) جزآن، و (القرى لقاصد أم القرى - ط) و (ذخائر العقبى في مناقب ذوي القربى - ط) و (الأحكام) ست مجلدات.»[4]
- وقال عنه الذهبي في تذكرة الحفاظ: «المحب الإمام، المحدث، المفتي، فقيه الحرم ... تفقّه ودرس وأفتى وصنّف، وكان شيخ الشافعية ومحدث الحجاز وكان إماماً صالحا زاهداً كبير الشأن.» وقال عنه أيضاً في المعجم المختص بالمحدثين: «الإمام، الحافظ، المفتي، شيخ الحرم ... كان عالماً عاملاً جليل القدر، عارفاً بالآثار، ومن نظر في أحكامه عرف محلّه من الفقه والعلم ... توفي في رمضان سنة 694 وقيل بل في جمادى الآخرة منها.» وقال عنه في العبر في خبر من غبر: «والمحبّ الطبري، شيخ الحرم، أبو العباس، أحمد ابن عبدالله بن محمّد بن أبي بكر بن محمّد بن إبراهيم المكي الشافعي، الحافظ، وسمع من ابن المقيّر وجماعة، وصنّف كتاباً حافلاً في الأحكام في عدّة مجلّداًت. توفي في ذي القعدة.» وقال عنه في دول الإسلام: «وشيخ الحرم، الحافظ الفقيه، محب الدين أحمد بن عبدالله الطبري، مصنّف الأحكام، عن 77 سنة.»
- وقال عنه الأسنوي في طبقات الشافعية: «محبّ الدين أبو العباس أحمد بن عبدالله بن محمّد الطبري، ثمّ المكّي، شيخ الحجاز، كان عالماً عاملاً جليل القدر، عالماً بالآثار والفقه، إشتغل بقوص على الشيخ مجد الدين القشيري، وشرح التنبيه، وألّف كتاباً في المناسك، وكتاباً في الألغاز، وكتاباً نفيسا في أحاديث الأحكام. ولد يوم الخميس 17 من جمادى الآخرة سنة 615. وتوفي في سنة 94، وقيل في ذي القعدة، وقيل غير ذلك.»
- وقال عنه تاج الدين السبكي في طبقات الشافعية الكبرى: «شيخ الحرم وحافظ الحجاز بلا مدافعة.»
- وقال عنه صلاح الدين الصفدي في الوافي بالوفيات: «شيخ الحرم، الفقيه، الزاهد، المحدّث، درّس وأفتى، وكان شيخ الشافعية ومحدّث الحجاز...»
- وقال عنه جلال الدين السيوطي في طبقات الحفاظ: « المحب الطبري الإمام المحدث فقيه الحرم أبو العباس أحمد بن عبد الله بن محمد بن أبي بكر المكي الشافعي مصنف الأحكام الكبري وشيخ الشافعية ومحدث الحجاز. ولد سنة خمس عشرة وستمائة وسمع من ابن المقير وابن الجميزي وشعيب الزعفراني، وكان إماما زاهداً صالحاً كبير الشأن مات في جمادى الآخرة سنة أربع وتسيعن وستمائة.»[5]
- وقال عنه ابن الوردي في تتمة المختصر في أخبار البشر: «وشيخ الحرم الحافظ...»
- وقال عنه ابن قاضي شهبة في طبقات الشافعية: «أحمد بن عبد الله بن محمد بن أبي بكر بن محمد بن إبراهيم شيخ الحرم محب الدين أبو العباس الطبري المكي ولد في جمادى الآخرة سنة خمس عشرة وستمائة وسمع من جماعة وتفقه ودرس وأفتى وصنف كتاباً كبيراً إلى الغاية في الأحكام في ست مجلدات وتعب عليه مدة ورحل إلى اليمن وأسمعه للسلطان صاحب اليمن روى عنه الدمياطي وابن العطار وابن الخباز والبرزالي وجماعة قال الذهبي: الفقيه الزاهد المحدث وكان شيخ الشافعية ومحدث الحجاز وقال ابن كثير: مصنف الأحكام المبسوطة أجاد فيها وأفاد وأكثر وأطنب وجمع الصحيح والحسن ولكن ربما أورد الأحاديث الضعيفة ولا ينبه على ضعفها وله كتاب ترتيب جامع المسانيد وقال الإسنوي: اشتغل في قوص على الشيخ مجد الدين القشيري وشرح التنبيه وألف كتاباً في المناسك وكتابا في الألغاز توفي في جمادى الآخرة وقيل في رمضان وقيل في ذي القعدة سنة أربع وتسعين وستمائة وحكى البرزالي عن بعض علماء الحجاز أن الشيخ محب الدين توفي في جمادى الآخرة وولده توفي بعده في ذي القعدة قال البرزالي واعتمدت على قوله وولده هو القاضي جمال الدين محمد أديب فاضل سمع من أبيه ومن العلامة أبي الحسن ابن سلامة وتفقه بأبيه وتولى القضاء بمكة وصنف كتاباً سماه التشويق إلى البيت العتيق قال الكمال الأدفوي ذكر فيه أشياء حسنة وأصابه الفالج فأقام به مدة.»[6]

## وفاته
توفي سنة 694 هـ بمكة في جمادى الآخرة وقيل في رمضان أو في ذي القعدة، ودفن بالمعلاة.